# Góry w Niemczech
Góry Niemiec uporządkowane według najwyższego szczytu danego pasma:
| Pasmo górskie           | Góra                     | Wysokość n.p.m. | Kraj związkowy                      |
| ----------------------- | ------------------------ | --------------- | ----------------------------------- |
| Wettersteingebirge      | Zugspitze                | 2962 m          | Bawaria                             |
| Alpy Berchtesgadeńskie  | Watzmann                 | 2713 m          | Bawaria                             |
| Alpy Algawskie          | Hochfrottspitze          | 2649 m          | Bawaria                             |
| Karwendel               | Östliche Karwendelspitze | 2537 m          | Bawaria                             |
| Ammergauer Alpen        | Kreuzspitze              | 2185 m          | Bawaria                             |
| Bayerische Voralpen     | Krottenkopf              | 2086 m          | Bawaria                             |
| Chiemgauer Alpen        | Sonntagshorn             | 1961 m          | Bawaria                             |
| Schwarzwald             | Feldberg                 | 1493 m          | Badenia-Wirtembergia                |
| Las Bawarski            | Großer Arber             | 1456 m          | Bawaria                             |
| Rudawy                  | Fichtelberg              | 1215 m          | Saksonia                            |
| Harz                    | Brocken                  | 1141 m          | Saksonia-Anhalt                     |
| Adelegg                 | Ursersberg               | 1129 m          | Badenia-Wirtembergia                |
| Fichtelgebirge          | Schneeberg               | 1053 m          | Bawaria                             |
| Jura Szwabska           | Lemberg                  | 1015 m          | Badenia-Wirtembergia                |
| Las Turyński            | Großer Beerberg          | 983 m           | Turyngia                            |
| Rhön                    | Wasserkuppe              | 950 m           | Hesja                               |
| Las Górnopalatynacki    | Gibacht                  | 938 m           | Bawaria                             |
| Taunus                  | Großer Feldberg          | 880 m           | Hesja                               |
| Turyńskie Góry Łupkowe  | Großer Farmdenkopf       | 869 m           | Turyngia                            |
| Süderbergland           | Langenberg               | 843 m           | Hesja i Nadrenia Północna-Westfalia |
| Högl                    | Högl                     | 827 m           | Bawaria                             |
| Hunsrück                | Erbeskopf                | 816 m           | Nadrenia-Palatynat                  |
| Las Frankoński          | Döbraberg                | 794 m           | Bawaria                             |
| Góry Łużyckie           | Lausche                  | 793 m           | Saksonia                            |
| Vogelsberg              | Taufstein                | 773 m           | Hesja                               |
| Hoher Meißner           | Kasseler Kuppe           | 754 m           | Hesja                               |
| Eifel                   | Hohe Acht                | 747 m           | Nadrenia-Palatynat                  |
| Nordpfälzer Bergland    | Donnersberg              | 687 m           | Nadrenia-Palatynat                  |
| Las Palatynacki         | Kalmit                   | 673 m           | Nadrenia-Palatynat                  |
| Kellerwald              | Wüstegarten              | 675 m           | Hesja                               |
| Ebbegebirge             | Nordhelle                | 663 m           | Nadrenia Północna-Westfalia         |
| Westerwald              | Fuchskaute               | 657 m           | Nadrenia-Palatynat                  |
| Kaufunger Wald          | Hirschberg               | 643 m           | Hesja                               |
| Knüllgebirge            | Eisenberg                | 636 m           | Hesja                               |
| Odenwald                | Katzenbuckel             | 626 m           | Badenia-Wirtembergia                |
| Ahrgebirge              | Aremberg                 | 623 m           | Nadrenia-Palatynat                  |
| Habichtswälder Bergland | Hohes Gras               | 615 m           | Hesja                               |
| Hessischer Landrücken   | Frauenstein              | 596 m           | Hesja                               |
| Pogórze Łużyckie        | Valtenberg               | 587 m           | Saksonia                            |
| Spessart                | Geiersberg               | 586 m           | Bawaria                             |
| Arnsberger Wald         | Bez nazwy                | 581 m           | Nadrenia Północna-Westfalia         |
| Söhre                   | Himmelsberg              | 564 m           | Hesja                               |
| Góry Połabskie          | Großer Zschirnstein      | 562 m           | Saksonia                            |
| Kaiserstuhl             | Totenkopf                | 557 m           | Badenia-Wirtembergia                |
| Stölzinger Gebirge      | Alheimer                 | 549 m           | Hesja                               |
| Lange Berge             | Buchberg                 | 528 m           | Bawaria                             |
| Pogórze Wezerskie       | Große Blöße              | 528 m           | Dolna Saksonia                      |
| Bergstraße              | Melibokus                | 517 m           | Hesja                               |
| Schlierbachswald        | Rabenkuppe               | 515 m           | Hesja                               |
| Haßberge                | Nassacher Höhe           | 512 m           | Bawaria                             |